# Острово (Моґіленський повіт)
Острово (пол. Ostrowo, нім. Ostrowo bei Gembitz) — село в Польщі, у гміні Стшельно Моґіленського повіту Куявсько-Поморського воєводства.
Населення — 392 особи (2011).
У 1975-1998 роках село належало до Бидгощського воєводства.

## Демографія
Демографічна структура станом на 31 березня 2011 року:
|          | Загалом | Допрацездатний вік | Працездатний вік | Постпрацездатний вік |
| -------- | ------- | ------------------ | ---------------- | -------------------- |
| Чоловіки | 197     | 35                 | 145              | 17                   |
| Жінки    | 195     | 31                 | 119              | 45                   |
| Разом    | 392     | 66                 | 264              | 62                   |